# Araxãs
Araxãs é um distrito do município brasileiro de Presidente Bernardes, no interior do estado de São Paulo.

## História

### Formação administrativa
- Lei nº 2.797 de 26/12/1936 - Cria o distrito de Santa Luzia no município de Presidente Bernardes[3][4].
- Decreto-Lei n° 14.334 de 30/11/1944 - Altera a denominação para Araxãs[5].

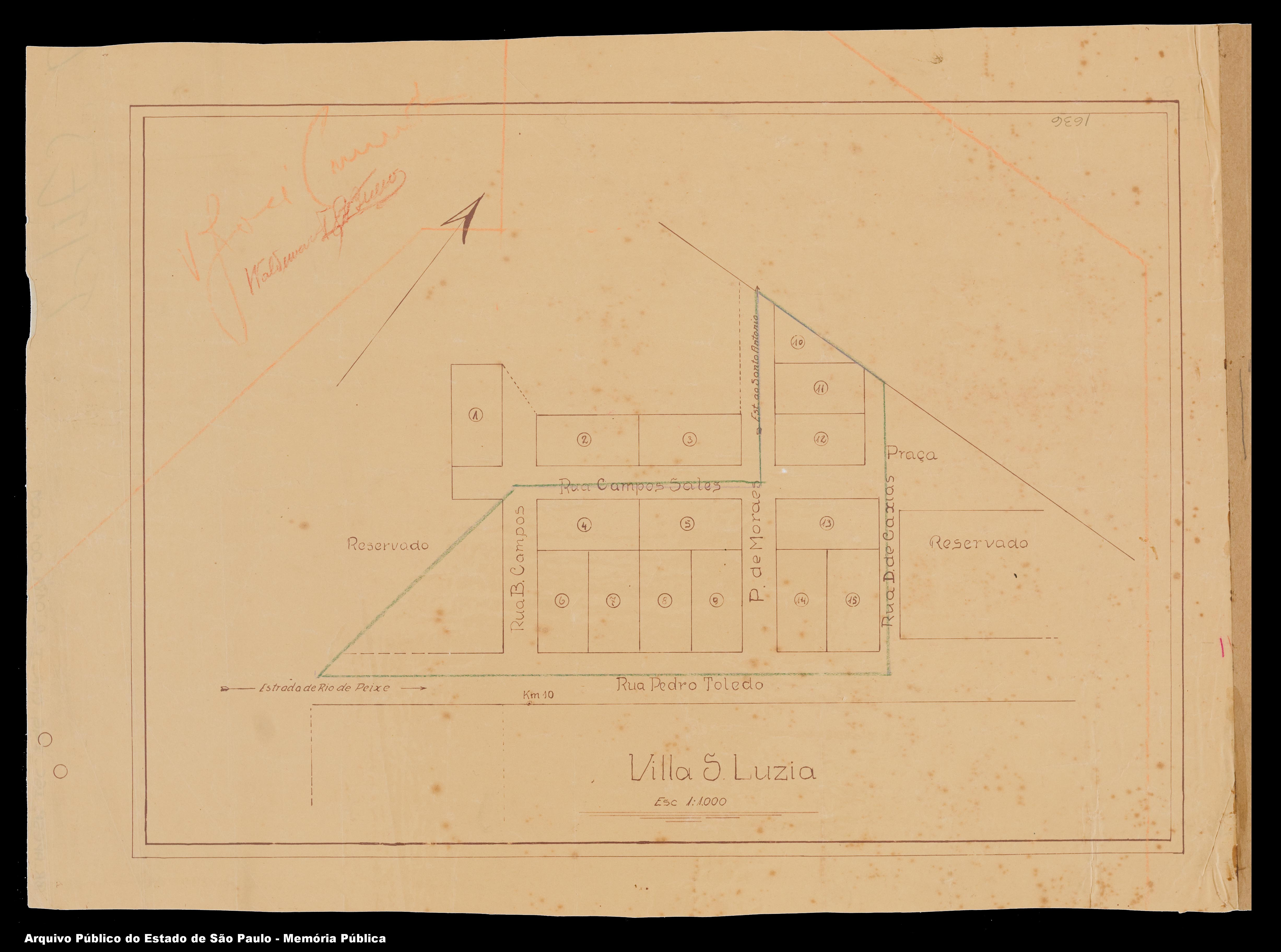
Planta da área urbana original.

## Geografia

### Demografia

#### População urbana
| Crescimento população urbana | Crescimento população urbana | Crescimento população urbana | Crescimento população urbana |
| Censo                        | Pop.                         |                              | %±                           |
| ---------------------------- | ---------------------------- | ---------------------------- | ---------------------------- |
| 1940                         | 185                          |                              | —                            |
| 1950                         | 334                          |                              | 80,5%                        |
| 1960                         | 195                          |                              | −41,6%                       |
| 1970                         | 226                          |                              | 15,9%                        |
| 1980                         | 220                          |                              | −2,7%                        |
| 1991                         | 223                          |                              | 1,4%                         |
| 2000                         | 236                          |                              | 5,8%                         |
| 2010                         | 262                          |                              | 11,0%                        |
| Fonte: IBGE e Fundação SEADE |                              |                              |                              |

#### População total
Pelo Censo 2010 (IBGE) a população total do distrito era de 1 043 habitantes.

### Área territorial
A área territorial do distrito é de 161,701 km².

### Rodovias
O principal acesso a Araxãs é a estrada vicinal que liga o distrito às cidades de Presidente Bernardes e Emilianópolis.

## Serviços públicos

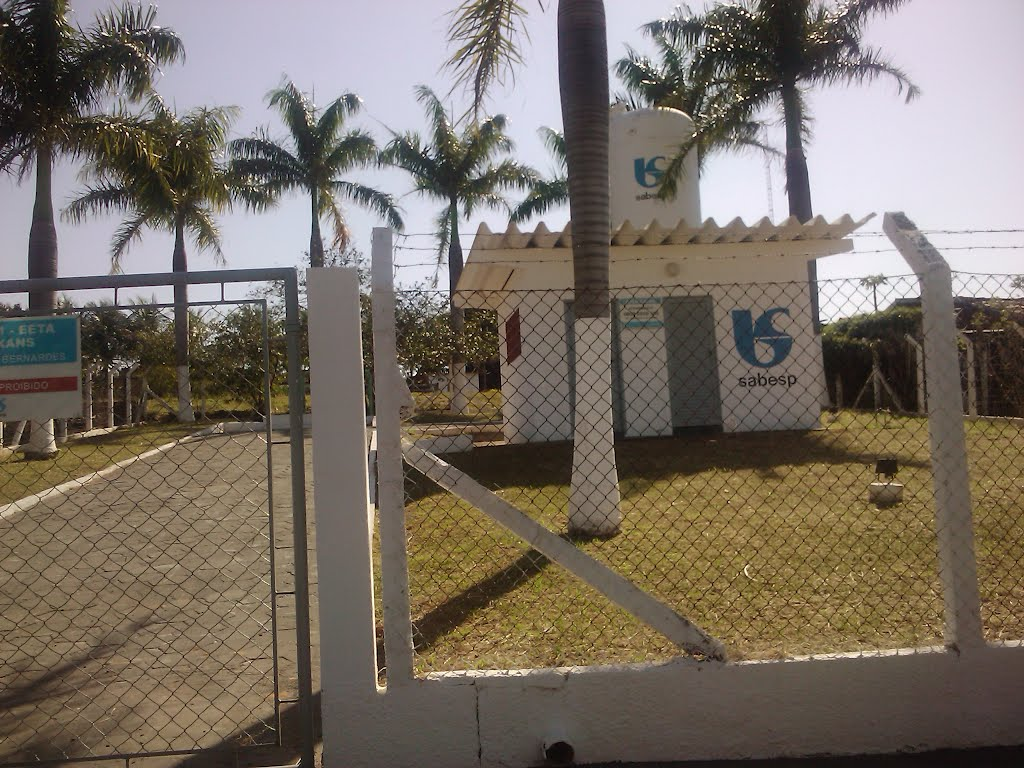
Estação Elevatória de Água.

### Registro civil
Atualmente é feito na sede do município, pois o Cartório de Registro Civil das Pessoas Naturais do distrito foi extinto pelo  Tribunal de Justiça do Estado de São Paulo, e seu acervo foi recolhido ao cartório do distrito sede.

### Saneamento
O serviço de abastecimento de água é feito pela Companhia de Saneamento Básico do Estado de São Paulo (SABESP).

### Energia
A responsável pelo abastecimento de energia elétrica é a Energisa Sul-Sudeste, antiga Caiuá (distribuidora do grupo Rede Energia).

## Religião
O Cristianismo se faz presente no distrito da seguinte forma:

### Igreja Católica
- A igreja faz parte da Diocese de Presidente Prudente[17].